# Santa Rosa de Viterbo (kommun i Colombia, Boyacá, lat 5,89, long -73,01)
Santa Rosa de Viterbo är en kommun i Colombia.   Den ligger i departementet Boyacá, i den centrala delen av landet, 180 km nordost om huvudstaden Bogotá. Antalet invånare är 13 249.